# ŠŠ Gambit Skopje
ŠŠ Gambit Skopje (mac. Шаховска школа „Гамбит”) – północnomacedoński klub szachowy w siedzibą w Skopju, dwukrotny mistrz kraju.

## Historia
Klub powstał w 2007 roku i wówczas zadebiutował w Prwej lidze. W 2008 roku zespół zdobył tytuł mistrzowski. W tym samym roku klub zadebiutował w Pucharze Europy. Zespół wygrał wówczas dwa mecze (z Ennis Chess Club i CE Monte-Carlo), zremisował jeden i przegrał cztery, zajmując w klasyfikacji końcowej 50. miejsce. W sezonie 2009 klub był 28. w Pucharze Europy, a w 2010 – 22. W roku 2011 Gambit zdobył tytuł mistrza Macedonii Północnej, a w Pucharze Europy zajął 48. pozycję. W kolejnym sezonie w europejskich rozgrywkach klub zajął 28. miejsce. W 2013 roku Gambit nie uczestniczył w Pucharze Europy, w dalszych sezonach powrócił do rywalizacji w turnieju. W 2015 roku w Pucharze Europy zadebiutowała drużyna kobiet. Zespół zajął wówczas drugie miejsce, ulegając jedynie Nonie Batumi. W składzie drużyny znajdowały się wówczas Antoaneta Stefanowa, Aleksandra Goriaczkina, Shen Yang, Dinara Säduakasowa i Madina Dawletbajewa. W 2017 roku drużyna open zajęła 19. miejsce w Pucharze Europy. W 2018 roku północnomacedoński klub został sklasyfikowany na ósmym miejscu w pucharze.

## Arcymistrzowie w historii klubu
- Petyr Arnaudow[8]
- Boris Czatałbaszew[8]
- Aleksandyr Dełczew[9]
- Kirił Georgiew[10]
- Władimir Georgiew[11]
- Ivan Ivanišević[12]
- Robert Markuš[8]
- Wiktor Matwiiszen[12]
- Nikoła Mitkow[13]
- Aditya Mittal[14]
- Władysław Niewiedniczy[15]
- Miloš Perunović[11]
- Jewgienij Romanow[16]
- Antoaneta Stefanowa[17]